# Анализ крови

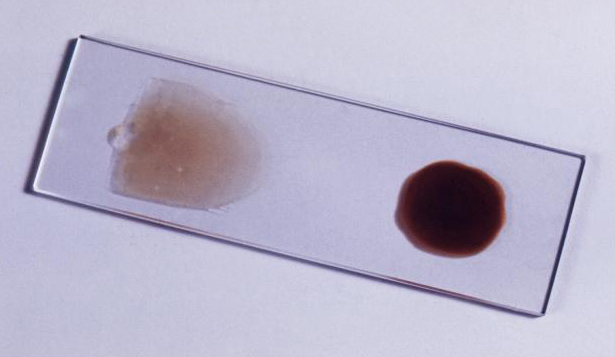
Толстая капля и мазок крови на предметном стекле для оптической микроскопии

Ана́лиз кро́ви — лабораторное исследование крови, являющееся одним из основных методов определения общего состояния организма и помогающий в диагностике большого количества заболеваний. Его делают также и здоровым людям в профилактических целях.
Поскольку почти все процессы в организме (как физиологические, так и патологические) по-своему влияют на состав крови, её тщательный лабораторный анализ может давать весьма точное представление о прохождении этих самых процессов.

## Общий (клинический) анализ крови

### Способ и время анализа
Кровь для общего анализа берут из пальца, реже — из вены (по указанию врача) утром натощак (запрещено употребление пищи и воды за 4 часа до взятия образца крови).

### Основные показатели
В общий анализ крови входят от 5 до 24 исследуемых параметров. Главными показателями анализа являются следующие:

#### Гемоглобин
Гемоглобин (HGB — hemoglobin) — это железосодержащий транспортный белок крови, содержащийся в эритроцитах и отвечающий за перенос кислорода из лёгких к тканям и органам, а углекислого газа обратно к лёгким. Количество гемоглобина измеряют в граммах/литр (г/л). Снижение гемоглобина в крови приводит к анемии.
Норма гемоглобина в зависимости от пола и возраста:
| Возраст                   | Пол     | Единицы измерения — г/л |
| До 2-х недель             |         | 134—198                 |
| С 2-х до 4,3 недель       |         | 107—171                 |
| С 4,3 до 8,6 недель       |         | 94—130                  |
| С 8,6 недель до 4 месяцев |         | 103—141                 |
| С 4 до 6 месяцев          |         | 111—141                 |
| С 6 до 9 месяцев          |         | 114—140                 |
| С 9 до 1 года             |         | 113—141                 |
| С 1 года до 5 лет         |         | 100—140                 |
| С 5 лет до 10 лет         |         | 115—145                 |
| С 10 до 12 лет            |         | 120—150                 |
| С 12 до 15 лет            | Женщины | 115—150                 |
| С 12 до 15 лет            | Мужчины | 120—160                 |
| С 15 до 18 лет            | Женщины | 117—153                 |
| С 15 до 18 лет            | Мужчины | 117—166                 |
| С 18 до 45 лет            | Женщины | 117—155                 |
| С 18 до 45 лет            | Мужчины | 132—173                 |
| С 45 до 65 лет            | Женщины | 117—160                 |
| С 45 до 65 лет            | Мужчины | 131—172                 |
| После 65 лет              | Женщины | 120—161                 |
| После 65 лет              | Мужчины | 126—174                 |

#### Эритроциты
Эритроциты (RBC — red blood cells) — это красные кровяные тельца. Эритроциты содержат гемоглобин и основной их функцией является перенос кислорода и доставка его к органам и тканям.
Норма эритроцитов в зависимости от пола и возраста:
| Возраст              | Показатель х1012/л |
| Новорождённый        | 3,9—5,5            |
| С 1 по 3-й день      | 4,0—6,6            |
| В 1 неделю           | 3,9—6,3            |
| Во 2 неделю          | 3,6—6,2            |
| В 1 месяц            | 3,0—5,4            |
| Во 2 месяц           | 2,7—4,9            |
| С 3 по 6 месяц       | 3,1—4,5            |
| С 6 месяцев до 2 лет | 3,7—5,3            |
| С 2-х до 6 лет       | 3,9—5,3            |
| С 6 до 12 лет        | 4,0—5,2            |
| В 12—18 лет мальчики | 4,5—5,3            |
| В 12—18 лет девочки  | 4,1—5,1            |
| Взрослые мужчины     | 4,0—5,0            |
| Взрослые женщины     | 3,5—4,7            |

#### Тромбоциты
Тромбоциты (PLT — platelets) — это небольшого размера безъядерные пластинки крови. Тромбоциты отвечают за свёртывание крови.
Норма тромбоцитов не зависит от пола и возраста и для всех является одинаковой:
| 180 — 320x109 клеток/л |

#### Лейкоциты
Лейкоциты (WBC — white blood cells) — это белые кровяные тельца. Осуществляют иммунный контроль. Уменьшение или увеличение количества лейкоцитов — это признак воспалительных процессов, идущих в организме.
Норма лейкоцитов в зависимости от возраста:
| Возраст                 | Показатель x109/л |
| До 1 года               | 6,0—17,5          |
| С 1 года до 2 лет       | 6,0—17,0          |
| С 2 до 4 лет            | 5,5—15,5          |
| С 4 до 6 лет            | 5,0—14,5          |
| С 6 до 10 лет           | 4,5—13,5          |
| С 10 до 16 лет          | 4,5—13,0          |
| После 16 лет и взрослые | 4,0—9,0           |

#### Лимфоциты
Лимфоциты (LYM — lymphocyte) являются основными клетками иммунной системы организма человека. Лимфоцит — это вид лейкоцита, который отвечает за выработку иммунитета и борьбу с микробами и вирусами.
Норма лимфоцитов в зависимости от возраста:
| Возраст              | Показатель в % |
| Новорождённые        | 15—35          |
| До 2 недель          | 22—55          |
| С 2 недель до 1 года | 45—70          |
| С 1 год до 2 лет     | 37—60          |
| С 2 до 5 лет         | 33—55          |
| С 6 до 7 лет         | 30—50          |
| С 8 до 9 лет         | 30—50          |
| С 9 до 11 лет        | 30—46          |
| С 12 до 15 лет       | 30—45          |
| С 16 лет и взрослые  | 20—40          |

#### Моноциты
Моноциты (MON — monocyte) — это наиболее крупные иммунные клетки (лейкоциты) организма. Могут мигрировать из крови в ткани организма.
Норма моноцитов в зависимости от возраста:
| Возраст              | Показатель в % |
| Новорождённые        | 3—12           |
| До 2 недель          | 5—15           |
| С 2 недель до 1 года | 4—10           |
| С 1 год до 2 лет     | 3—10           |
| С 2 до 5 лет         | 3—9            |
| С 6 до 7 лет         | 3—9            |
| С 8 до 9 лет         | 3—9            |
| С 9 до 11 лет        | 3—9            |
| С 12 до 15 лет       | 3—9            |
| С 16 лет и взрослые  | 3—9            |

#### Гематокрит
Гематокрит (HCT — hematocrit) — это показатель, отражающий объём крови эритроцитов. Данный показатель исчисляют в процентах.
Норма гематокрита в зависимости от пола и возраста:
| Возраст                   | Пол     | Показатель в % |
| До 2 недель               |         | 41—65          |
| С 2 до 4,3 недель         |         | 33—55          |
| 4,3—8,6 недель            |         | 28—42          |
| С 8,6 недель до 4 месяцев |         | 32—44          |
| С 4 до 6 месяцев          |         | 31—41          |
| С 6 до 9 месяцев          |         | 32—40          |
| С 9 до 12 месяцев         |         | 33—41          |
| С 1 года до 3 лет         |         | 32—40          |
| С 3 до 6 лет              |         | 32—42          |
| С 6 до 9 лет              |         | 33—41          |
| С 9 до 12 лет             |         | 34—43          |
| С 12 до 15 лет            | Женщины | 34—44          |
| С 12 до 15 лет            | Мужчины | 35—45          |
| С 15 до 18 лет            | Женщины | 34—44          |
| С 15 до 18 лет            | Мужчины | 37—48          |
| С 18 до 45 лет            | Женщины | 38—47          |
| С 18 до 45 лет            | Мужчины | 42—50          |
| С 45 до 65 лет            | Женщины | 35—47          |
| С 45 до 65 лет            | Мужчины | 39—50          |
| После 65 лет              | Женщины | 35—47          |
| После 65 лет              | Мужчины | 37—51          |

#### Цветовой показатель
Цветовой показатель (ЦП) — это метод определения концентрации гемоглобина в эритроцитах, выраженное во внесистемных единицах.
Норма ЦП не зависит от пола и возраста и является одинаковым для всех:
| 0,9—1,1 |

#### Другие показатели
- Базофильные гранулоциты
- Нейтрофильные гранулоциты
- Эозинофильные гранулоциты
- Ретикулоциты
- Распределение эритроцитов по величине
- Средний объём эритроцитов
- Среднее содержание гемоглобина в эритроцитах
- Средняя концентрация гемоглобина в эритроцитах
- СОЭ (скорость оседания эритроцитов)

## Другие анализы крови

### Биохимический анализ крови
Биохимический анализ крови проводят для оценки функционального состояния организма, внутренних органов, а также обмена веществ.

#### Время анализа
Проводят анализ натощак (желательно в утренние часы); между последним приёмом пищи и взятием крови должно пройти не менее 12 часов. Можно пить только воду (сок, чай, кофе исключают). За 24 часа до анализа необходимо исключить принятие алкоголя, а за час — курение. Также исключают физические нагрузки.

#### Основные показатели и их норма
- Глюкоза (в крови) —
  - < 14 лет = 3,33—5,55
  - 14—60 лет = 3,89—5,83
  - 60—70 лет = 4,44—6,38
  - > 70 лет = 4,61—6,10

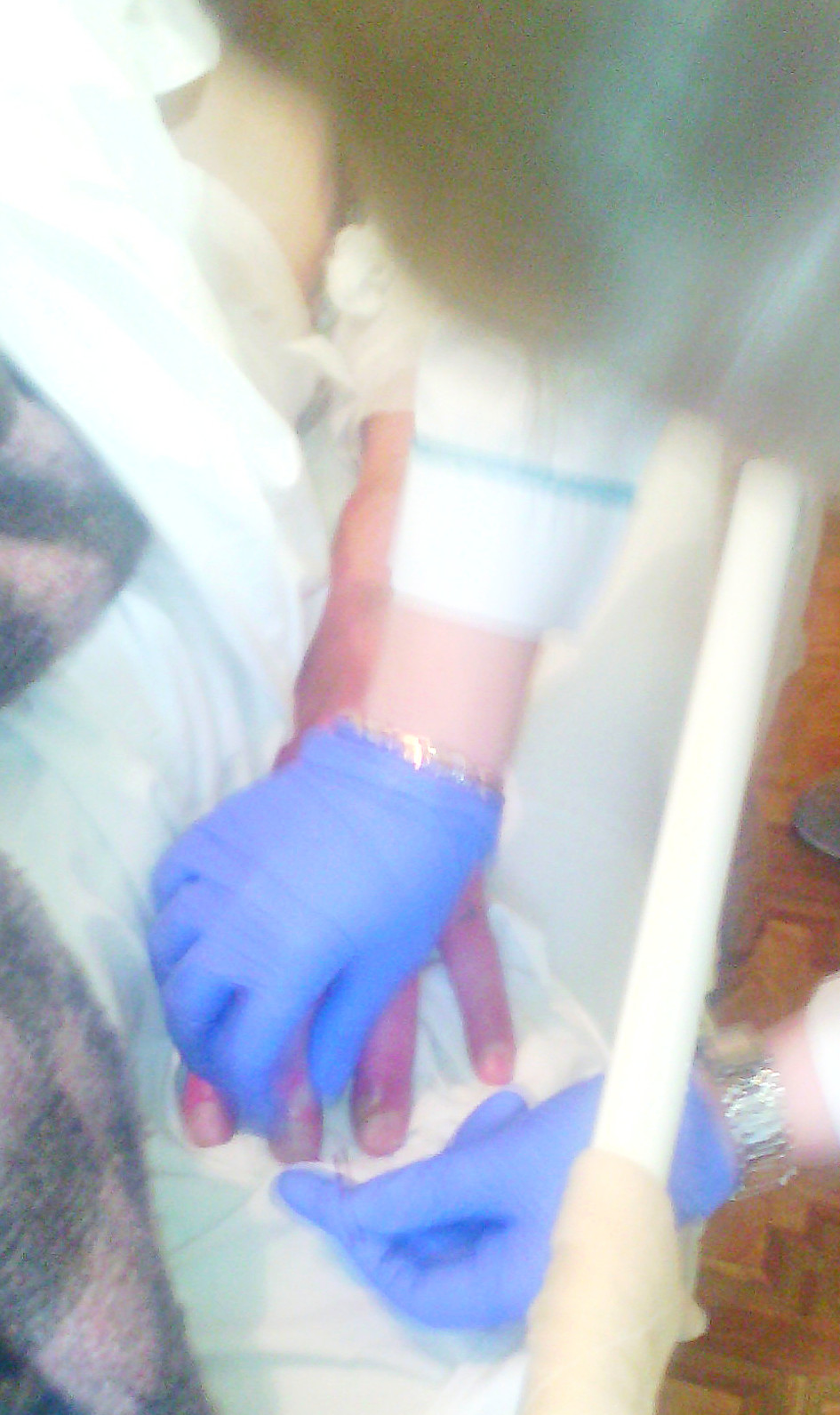
Взятие крови «на сахар»

- Билирубин общий — 3,4—17,1 мкмоль/л
- Билирубин прямой — 0—7,9 мкмоль/л
- Билирубин непрямой — < 19 мкмоль/л
- Аспартатаминотрансфераза (АСТ) —
  - Женщины — до 31 Ед/л
  - Мужчины — до 37 Ед/л
- Аланинаминотрансфераза (АЛТ) —
  - Женщины — до 34 Ед/л
  - Мужчины — до 45 Ед/л
- Гамма-ГТ —
  - Женщины — до 38 Ед/л
  - Мужчины — до 55 Ед/л
- Фосфатаза щелочная — 30-120 Ед/л
- Холестерин (холестерол общий) — 3,2—5,6 ммоль/л
- Липопротеины низкой плотности (ЛПНП) — 1,71—3,5 ммоль/л
- Липопротеины высокой плотности (ЛПВП) — 1,03-1,55 ммоль/л
- Триглицериды — 0,41—1,8 ммоль/л
- Общий белок — 66—83 г/л
- Альбумин — 35—52 г/л
- Калий (К+) — 3,5—5,5 ммоль/л
- Натрий (Na+) — 136—145 ммоль/л
- Хлор (Сl-) — 98—107 ммоль/л
- Креатинин —
  - Женщины — 53—97 мкмоль/л
  - Мужчины — 62—115 мкмоль/л
- Мочевина — 2,8—7,2 ммоль/л
- Мочевая кислота —
  - Мужчины — 210—420 мкмоль/л
  - Женщины — 150—350 мкмоль/л
- С-реактивный белок (СРБ) — 0—5 мг/л
- Железо (сывороточное железо) —
  - Женщины — 8,95—30,43 мкмоль/л
  - Мужчины — 11,64—30,43 мкмоль/л

### Иммунологический анализ крови
Для данного анализа методом центрифугирования получают сыворотку из взятой натощак из вены крови. Иммунологический анализ крови проводят для выявления вируса иммунодефицита в организме человека. Кроме этого данный анализ крови способен выявить ряд венерических заболеваний (сифилис, герпес, хламидиоз), а также все виды гепатита, корь, краснуху, паротит и токсоплазмоз.

#### Время анализа
Кровь следует сдавать натощак в утренние часы; между последним приёмом пищи и взятием крови должно пройти не менее 12 часов.

#### Область применения
- Диагностика вирусных заболеваний (гепатиты, герпес, Эпштейн-Барр вирус, цитомегаловирус)
- Инфекции, передающиеся половым путем (хламидиоз, гонорея, трихомонада, микоплазма, уреаплазма)
- Эндокринология
- Диагностика онкологических заболеваний
- Иммунология (диагностика)
- Аллергология (диагностика и лечение)

### Гормональный анализ крови
Гормональный анализ крови проводят для определения общего функционирования органов эндокринной системы человека, а также выявления заболевания гипофиза, щитовидной железы, надпочечников и других эндокринных органов человека. Обычно проводят при наличии подозрения на нарушение функции желёз внутренней секреции или при выявленном увеличении размеров желёз.

#### Время анализа
Кровь на гормональный анализ берут из вены и следует её сдавать натощак в утренние часы. У женщин желательно брать кровь в 5—7 дни цикла, считая с первого дня менструации. За 24 часа до анализа необходимо исключить принятие алкоголя, а за час — курение. Также физические нагрузки и стрессовые ситуации желательно исключить. Кроме этого, за 7 дней до данного анализа необходимо прекратить приём гормональных лекарственных препаратов.

#### Основные показатели
- Гормоны щитовидной железы (Т3 (трийодтиронин), Т4 (тироксин),антитела к тиреоглобулину (АТ-ТГ))
- Гормоны гипофиза (ТТГ (тиреотропный гормон), ФСГ (фолликулостимулирующий гормон), ЛГ (лютеинизирующий гормон), пролактин, АКТГ (адренокортикотропный гормон))
- Половые гормоны (тестостерон, эстрогены)
- Гормоны надпочечников (ДЭА-с (дегидроэпиандростерона сульфат), кортизол, альдостерон)

### Серологические анализы крови
Серологический анализ крови — это лабораторный метод исследования крови, который применяют для диагностики инфекционных заболеваний и определения стадии инфекционного процесса. Реакция основана на взаимодействии антител и антигенов.
Данный метод исследования применяют в урологии и венерологии.

#### Время анализа
Кровь для серологического анализа крови берут утром натощак из вены.